# Ferdinando Messia de Prado
Ferdinando Messia de Prado (Napoli, 3 novembre 1757 – Napoli, 8 giugno 1810) è stato un astronomo italiano, monaco benedettino olivetano, professore di Astronomia all'Università di Napoli e direttore dell'Osservatorio Astronomico di Napoli.
Entrato nell'ordine degli Olivetani nel 1772, visse dapprima a Milano nel monastero di San Vittore al Corpo e poi nel monastero di San Bartolomeo a Pavia, dove fu allievo del matematico Gregorio Fontana. Nel 1782 tornò a Napoli nel Monastero di Monteoliveto insegnando matematica. Con la morte di Felice Sabatelli, divenne professore di Astronomia e Nautica all'Università di Napoli.
Condannato all'esilio in Francia dopo aver sostenuto la rivoluzione del 1799, poté rientrare a Napoli nel 1806, con l'inizio del regno di Giuseppe Bonaparte, e fu reintegrato nella cattedra universitaria. Nel 1809 divenne anche direttore dell'Osservatorio astronomico presso l'ex monastero di San Gaudioso, in sostituzione del defunto Giuseppe Cassella.
Fu soci di alcune accademie, tra esse l'Accademia delle scienze dell'Istituto di Bologna (1789) e dell'Accademia Pontaniana (1808). È inoltre ricordato per aver realizzato, nel 1788 una meridiana lunga 8 metri nel monastero di San Michele in Bosco di Bologna.